# Myrsine umbricola
Myrsine umbricola är en viveväxtart som beskrevs av Peter B. Heenan och de Lange. Myrsine umbricola ingår i släktet Myrsine och familjen viveväxter. Inga underarter finns listade i Catalogue of Life.